# Axiata Cup
Der Axiata Cup ist ein Badmintonwettbewerb, der im Premierenjahr 2012 für Herrenmannschaften aus den ASEAN-Mitgliedsstaaten ins Leben gerufen wurde. Bei der zweiten Austragung beteiligte sich ebenfalls ein europäisches Team. Ebenso wurden Frauen in den Wettbewerb integriert. Bei beiden bisherigen Austragungen in den Jahren 2012 und 2013 betrug das Preisgeld jeweils eine Million US-Dollar.

## Sieger und Platzierte
| Jahr | Sieger           | Finalist           | 3. Platz        | 3. Platz          |
| ---- | ---------------- | ------------------ | --------------- | ----------------- |
| 2012 | Indonesia Garuda | Indonesia Rajawali | Malaysia Tigers | Malaysia Leopards |
| 2013 | Malaysia         | Thailand           | Asia All-Stars  | -                 |
| 2014 | Thailand         | Indonesien         | Asia All-Stars  | Malaysia          |